# Monotropa
Monotropa ist eine Gattung der Fichtenspargelgewächse (Monotropaceae), die zusammen mit den Wintergrüngewächsen (Pyrolaceae) als Unterfamilie Monotropoideae zu den Heidekrautgewächsen (Ericaceae) gestellt werden. 

## Systematik
Monotropa enthält die Arten:
- Fichtenspargel (Monotropa hypopitys L.)
- Monotropa uniflora L. (Indian pipe, Ghost plant).

Beide sind über die kühl-gemäßigten Zonen der nördlichen Halbkugel verbreitet, wobei Monotropa uniflora in Europa fehlt. Wie der botanische Name schon andeutet, ist diese Art im Gegensatz zu Monotropa hypopitys immer einblütig. 

## Beschreibung und Ökologie
Die Pflanzen enthalten kein Blattgrün, sondern parasitieren auf ihren Wurzelpilzen (Mykoheterotrophie). Da diese gleichzeitig Ektomykorrhizen mit Bäumen bilden, sind Gehölze die Quelle der über das gemeinsame Hyphennetzwerk an die Monotropa-Pflanzen weitergeleiteten Kohlenstoffverbindungen. Diese extrem spezialisierte Ernährungsweise wird als Epiparasitismus bezeichnet. Sie ermöglicht den Individuen der Monotropa-Arten das Vorkommen an äußerst lichtarmen Standorten. Die typischen Wuchsorte liegen dementsprechend in feuchten, schattigen Wäldern.